# ジアリホール
ジアリホール（英: Dialifor）は 有機リン系殺虫剤の一種。ジアリホス（英: Dialifos）とも呼ばれる。

## 用途
アメリカのハーキュリーズ社が開発した農薬で、商品名は「トーラック」。ミカンのハダニ
、サビダニ、ヤノネカイガラムシなどに有効であった。日本では1972年6月30日に農薬登録を受け、1982年には日本国内で90トンの原体が生産されたが、1984年1月10日に登録が失効している。

## 安全性
日本の毒物及び劇物取締法上の毒物に該当する。人体に対しては、縮瞳や胸部圧迫感など有機リン化合物特有の中毒症状が生じる。